# Пилявець Сергій Олегович
Сергі́й Оле́гович Пилявець (1999—2024) — майор Збройних сил України, учасник російсько-української війни. Герой України (2025, посмертно).

## Життєпис
Народився 26 липня 1999 року в селі Медвідка, Вінницького району, Вінницької області. Навчався в одному класі разом із Ослюком Максимом, та у 2013 році закінчив 8 класів Медвідської ЗОШ, після чого продовжив навчання у Кам'янець-Подільському ліцеї з посиленою військово-фізичною підготовкою. 2016 року вступив до Одеської військової академії, за спеціалізацією «Управління діями підрозділів спеціального призначення». Усі навчальні заклади закінчив з відзнаками.
Після навчання був направлений до військової частини в м. Хмельницький. При військовій частині успішно закінчив кваліфікаційні курси: «Кваліфікаційний курс спеціальних операцій» та «Курс планування спеціальних операцій тактичного рівня». При військовій частині А2772 пройшов кваліфікаційний курс спеціальних операцій «Командир тактичного підрозділу».
У червні 2020 року присвоєно звання інструктор парашутно-десантної підготовки.
З початком повномасштабного російського вторгнення, повернувся з курсів які проходили в Грузії і став до лав СОУ. 27 лютого 2022 року захищав країну в Києві. Був майором, командиром роти спецпризначення "Терміти". Воював на Лиманському, Куп'янському, Ізюмському, Херсонському напрямку. Завдяки його мужності та професіоналізму знищено значну кількість окупантів, звільнено низку населених пунктів.
Загинув 21 червня 2024 року внаслідок підриву на міні, коли потрапив у мінну засідку.
Зустрічали кортеж загиблого Героя живими коридорами 27 червня, в Стрижавці о 18:30, у с. Лаврівка о 18:45, в 19:00 у Медвідці, від початку села по вул. Центральній, до будинку Героя.
28 червня, о 9:00 у храмі великомучениці Параскеви-П’ятниці, отець Микола відслужив заупокійну літургію за Героєм, прощання та поховання відбулося на медвідському кладовищі того ж дня.
У Героя залишились батьки, сестра та кохана дівчина, яка в день його загибелі випускалася з військового інституту КНУ ім. Т. Г. Шевченка.

## Нагороди
Як найкращий випускник академії 2020 року нагороджений почесним нагрудним знаком командувача Сил Спеціальних Операцій ЗСУ «Іду на Ви» IV ступеня.
Нагороджений почесним нагрудним знаком Головнокомандувача ЗСУ “За досягнення у військовій службі” ІІ ступеня.
Нагороджений Міністерством оборони України нагрудним знаком “За військову доблесть”.
Нагороджений Відзнакою Президента України «За оборону України».
Нагороджений Відзнакою Міністерства оборони України «Вогнепальна зброя».
Звання Герой України з удостоєнням ордена «Золота Зірка» (21 лютого 2025, посмертно) — за особисту мужність і героїзм, виявлені у захисті державного суверенітету та територіальної цілісності України, самовіддане служіння Українському народові.

## Вшанування
11 серпня 2024 року змагання на спортивному фестивалі «Воля Fest» були присвячені пам'яті Героя України майора Сергія Пилявця, в яких 2023 року на дистанції 10 кілометрів з перешкодами, серед військовослужбовців переможцем став сам Сергій Пилявець.
У пам’ять про свого командира боєць ССО на псевдо "Спортік" набив тату на руці.